# Get Out of My Stations
Get Out of My Stations is de vierde ep van de Amerikaanse indierock-muziekgroep Guided by Voices. De plaat heeft geen 'kant A' en 'kant B', maar 'This' en 'That'. In 2003 verscheen de muziek op cd, met bonustracks afkomstig van live-uitvoeringen. Postal Blowfish is tevens de naam van een aan de band gerelateerde mailinglijst.

## Tracklist
1. Scalding Creek
2. Mobile
3. Melted Pat
4. Queen of Second Guessing
5. Dusty Bushworms
6. Spring Tiger
7. Blue Moon Fruit

### Bonustracks op de cd
1. Motor Away (Live)
2. Hot Freaks
3. Weed King
4. Postal Blowfish